# Pinocchio
Pinocchio [pinok`jo] je hlavní postava dětského románu Pinocchiova dobrodružství, kterou v roce 1881 vytvořil italský spisovatel Carlo Collodi.

## Pinocchiova dobrodružství
Pinocchiova dobrodružství (italsky Le avventure di Pinocchio) je pohádka o dřevěném panáčkovi, vlastně neposlušném chlapci, který po četných dobrodružstvích zmoudřel, zbavil se svého dřevěného těla a stal se opravdovým chlapcem. V přepracování nazvaném Zlatý klíček ruského spisovatele Alexeje Nikolajeviče Tolstého má panáček jméno Buratino. Pinocchiovy příběhy byly zpracovány v několika filmových adaptacích, včetně filmového muzikálu od Lernera a Loeweho, dvou oper a jednoho animovaného seriálu.
Kniha se stala nejznámějším autorovým dílem. Byla vydána nakladatelstvím Libreria Editrice Paggi 18. října 1883 a získala velkou popularitu. První vydání ilustroval Enrico Mazzanti, jehož kresby jsou reprodukovány ve většině vydání. Kniha byla přeložena do více než 220 jazyků a dialektů. Celosvětově se prodalo více než 20 milionů kopií.

## Film
- 1936 Pinocchiova dobrodružství, režie: Umberto Spano, Raoul Verdini
- 1940 Pinocchio, režie: Hamilton Luske, Ben Sharpsteen, Bill Roberts,
- 1947 Pinocchiova dobrodružství, anglický TV film, režie: Gianetto Guardone
- 1972 Un burattino di nome Pinocchio, japonsko-německý padesátidvoudílný animovaný seriál, režie: Giuliano Cenci
- 1996 The Adventures of Pinocchio, americký film, režie: Steve Barron. Hrají: Martin Landau
- 2002 Pinocchio, režie: Roberto Benigni, Hrají: Roberto Benigni
- 2004 Pinocchio 3000, animovaný film, režie: Daniel Robichaud
- 2012 Pinocchio, režie: Enzo D'Alò
- 2019 Pinocchio, režie: Matteo Garrone
- 2021 Pinocchio: Skutečný příběh, ruský animovaný film, režie: Vasilij Rovenskij
- 2022 Pinocchio, americký film, režie: Robert Zemeckis
- 2022 Pinocchio Guillerma del Tora, americko-francouzský animovaný film, režie: Guillermo del Toro, Mark Gustafson